# بارون سوبتي
بارون سوبتي هيرت (بالإنجليزية:  Barun Sobti Heart)‏ (21 أغسطس 1984 -).ممثل سينمائي وتلفزيوني هندي
.بدأ حياته الفنية في التمثيل على قناة(ستار بلس) في المسلسل اليومي (شرادها)
.اكتسب شهرته بعد مسلسل (موعد زفاف) في دور شرافان ومسلسل (من النظرة الثانية) في دور ارناف.

## سيرته
ممثل هندي يجيد التحدث باللغة إنجليزية والهندية وأردو، عمل في أول حياته في منشأة صناعية على مدار سبع سنوات، ثم بدأ حياته الفنية بتمثيل دوره الأول في عام 2009 في المسلسل اليومي (شرادها)، حيث لعب دور البطولة بشخصية (سوايام خورانا) المصور الانتهازي ذو النزعة الأنانية. ظهر بعدها بظهور شرفي في فيلم (Dill Mill Gayye) في دور مريض يُعالج من الإدمان. ترك المسلسل لينضم لفريق عمل مسلسل (موعد زفاف)، حيث لعب الدور الكوميدي (شرافان جاشوال) الشاب الجامح طيب القلب الذي يتورط في زواج مؤقت بعقد. بعدها قام بالتمثيل في مسلسل من النظرة الثانية سنة 2011-2012 على قناة (ستار بلس) الهندية وبعدها تم عرضه عبر قناة
( ام بي سي بوليود ) وعمل دعاية لأعلانات عديدة . في سنة 2012 قام بتقديم جوائز ستار بريفار قام بالمشاركة في حفل (ستار بريفار) في برمنجهام بإنجلترا. وقد حصل على جوائز عديده في مسلسل من النظرة الثانية ويعتبر أول ممثل يفوز ب9 جوائز في مسلسل واحد وقد حقق المسلسل شهره كبيره في العديد من الدول فهو يعتبر من أشهر المسلسلات الهندية لاقا استحسان جماهيري واسع وقد اشتهر عند العرب بدور ارناف سنج راي زادا مع كوشي كوماري كوبتا سنايا ايراني.وقد استضافته العديد من الدول منها تركيا وأوزبكستان ودبي وازدادت شهرته حول العالم ورشح مرات عديدة ضمن اوسم الرجال
- في 2013 كان في عنوان مجلة (Eastern Eye) في المملكة المتحدة كثالث أكثر الرجال جاذبية في أسيا.
- 2014 صدر أول فيلم له في بوليود بعنوان (Main Aur Mr. Right).
- 2014 وقع على التمثيل في فيلم (Satra Ko Shaadi Hai)المتوقع صدوره في 2016.
- 2015 ومع الممثلة كريتيكا كامرا صدر فيلم قصير حول الحفاظ على المياه بعنوان (Dry Dreams).
- 2016 بدأ عمل مسلسل جديد بعنوان(Mohra) بدور الضابط ساتيا.
- 2016 بدأ عمل مسلسل قصير يعرض على الانترنيت بعنوان (Tanhaiyaan) مع الممثلة سوربهي جويت.

## الحياة والعائلة
بدأ تعليمه في مدرسة سانت مارك في نيودلهي.وقبل دخوله في صناعة الترفيه شغل منصب مدير العمليات للاتصالات في جندال لمدة 7 سنوات.
- متواضع ومرح كثيرا ملتزم بالفن والتمثيل
- تزوج صديقة طفولته (باشمين ماتشندرا)في 2010/12/12.
- لديه ابنة اسمها سيفات وابن اسمه (مير)

## أعماله

### مسلسلات وعروض
| علامة الخنجرية | هذه العلامة تعني ان المسلسل لازال لم يعرض بعد |

| السنة   | مسلسلات وعروض                         | الدور               | معلومات          | Ref(s) |
| ------- | ------------------------------------- | ------------------- | ---------------- | ------ |
| 2009-10 | Shraddha (TV series)                  | سويام               | اول مسلسل له     | [ 2 ]  |
| 2010    | Dill Mill Gayye                       | راج سينغ            | في دور مساعد     | [ 3 ]  |
| 2010-11 | موعد زفاف                             | شرافان جايشوال      | دور رئيسي        | [ 3 ]  |
| 2011-12 | من النظرة الثانية                     | ارناف سينغ راي زادا | دور رئيسي        | [ 4 ]  |
| 2012    | مهرجان الديوالي                       | مضيف                | TV special       | [ 5 ]  |
| 2015    | من النظرة الثانية2(احتفال الحب)       | ارناف سينغ راي زادا | عرض على الانترنت | [ 3 ]  |
| 2016    | Box Cricket League 2                  | ضيف                 | عرض الكريكت      | [ 6 ]  |
| 2016    | Mohra                                 | ساتيا               | لم يعرض بعد      | [ 2 ]  |
| 2017    | Tanhaiyan                             | حيدر                | Disney+ Hotstar  |        |
| 2018    | The Great Indian Dysfunctional Family | سمر رانوت           | Alt Balaji       |        |
| 2019    | Derma                                 |                     | Voot Select      |        |
| 2020    | Asur                                  | نخيل نير            | Jio Cinema       |        |
| 2020    | Halahal                               | المفتش يوسف قريشي   | Eros Now         |        |
| 2020    | The Missing Stone                     | ساهر                | MX Player        |        |
| 2021    | The Last Boy To Fall In Love          |                     | Audible          |        |
| 2021    | 200 Halla Ho                          |                     | Zee5             |        |
| 2022    | When a Man Loves a Woman              |                     | YouTube          |        |
| 2023    | Jaanbaaz Hindustan Ke                 |                     | Zee5             |        |
| 2023    | Badtameez Dil                         |                     | Amazon Mini TV   |        |
| 2023    | Asur 2                                | نخيل نير            | Jio Cinema       |        |
| 2023    | Kohrra                                |                     | Netflix          |        |
| 2024    | Rakshak India's Braves                |                     | Amazon Mini TV   |        |
| 2024    | Raat Jawan Hai                        |                     | Sony LIV         |        |
| 2025    | Donali                                |                     | Netflix          |        |
| 2025    | Bawandar                              |                     |                  |        |
| 2025    | Ikatthe                               |                     |                  |        |

### الافلام
| علامة الخنجرية | هذه العلامة تعني ان الفيلم لازال لم يعرض بعد |

| السنة | الافلام             | الدور      | معلومات                  | Ref(s) |
| ----- | ------------------- | ---------- | ------------------------ | ------ |
| 2014  | Main Aur Mr. Riight | سوشي سنج   | اول فيلم له              | [ 7 ]  |
| 2015  | Dry Dreams          | دون اسم    | فيلم قصير على حفظ المياه | [ 8 ]  |
| 2016  | Satra Ko Shaadi Hai | نارش سيهال | لم يعرض بعد              | [ 9 ]  |
| 2016  | Tu Hai Mera Sunday  | TBA        | عرض في مهرجان كان        | [ 10 ] |
| 2019  | 22 Yards            | رون سين    |                          | [ 11 ] |

## الجوائز والترشيحات
| السنة | الجائزة                               | التصنيف                                        | العمل               | النتيجة |
| ----- | ------------------------------------- | ---------------------------------------------- | ------------------- | ------- |
| 2011  | جوائز نجم النقابة (Apsara Awards)     | افضل ممثل                                      | موعد زفاف           | رُشِّح     |
| 2012  | Star Parivaar Awards                  | أفضل ثنائي دراما (مع سنايا ايراني)             | من النظرة الثانية   | فوز     |
| 2012  | Star Parivaar Awards                  | الثنائي الدراما الأكثر شعبيه (مع سنايا ايراني) | من النظرة الثانية   | فوز     |
| 2012  | Star Parivaar Awards                  | أفضل ممثل قيادي - للرجال                       | من النظرة الثانية   | فوز     |
| 2012  | Star Parivaar Awards                  | الممثل الأكثر أناقة - للرجال                   | من النظرة الثانية   | فوز     |
| 2012  | The Global Indian Film and TV Honours | أفضل ثنائي على الشاشة (مع سنايا ايراني)        | من النظرة الثانية   | رُشِّح     |
| 2012  | The Global Indian Film and TV Honours | الممثل الأكثر وسامة (للرجال)                   | من النظرة الثانية   | فوز     |
| 2012  | People's Choice Awards India          | الممثل الأكثر شعبية                            | من النظرة الثانية   | فوز     |
| 2012  | People's Choice Awards India          | الثنائي الأكثر شعبية (مع سنايا ايراني)         | من النظرة الثانية   | فوز     |
| 2012  | Indian Television Academy Awards      | أفضل ممثل (تصويت الجمهور)                      | من النظرة الثانية   | فوز     |
| 2012  | Indian Telly Awards                   | افضل كوبل على الشاشة (مع سنايا ايراني)         | من النظرة الثانية   | فوز     |
| 2012  | Indian Telly Awards                   | الممثل الأكثر إثارة في سنة 2012                | من النظرة الثانية   | رُشِّح     |
| 2017  | Indian Television Academy Awards      | الممثل الأكثر شعبية                            | من النظرة الثانية 4 | رُشِّح     |
| 2020  | Asian Television Awards               | أفضل ممثل مساعد                                | Asur                | فوز     |
| 2023  | 2023 Filmfare OTT Awards              | أفضل ممثل مساعد                                | Kohrra              | فوز     |
| 2023  | Indian Television Academy Awards      | أفضل ممثل مساعد                                | Kohrra              | فوز     |
| 2025  | Critics' Choice Awards                | أفضل ممثل                                      | Raat Jawaan Hai     | فوز     |

## انظر ايضآ
- سانجيدا شيخ
- جاوتام رودي
- راكيش فاشيس
- أشيش شارما